# Violante von Aragón

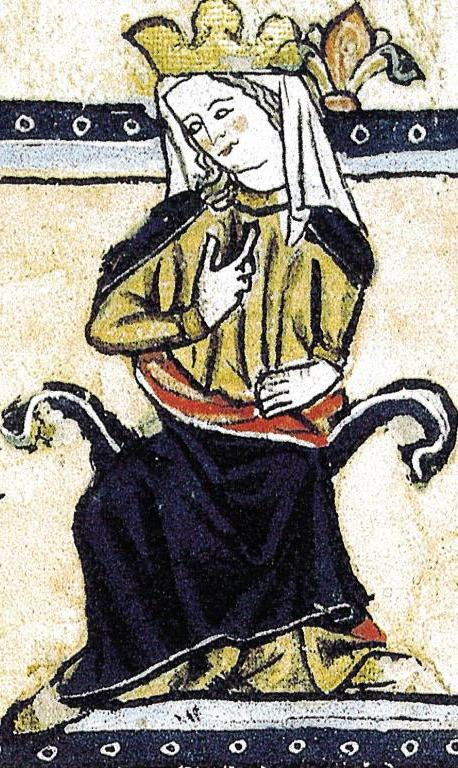
Darstellung Violantes aus dem 13. Jh.

Violante von Aragón, auch Jolanthe (* 1236 in Saragossa; † 1301 in Roncesvalles) war die Königliche Gemahlin von Alfons X., König von Kastilien und León von 1252 bis 1282 und von 1257 bis 1273 (1275) König (Gegenkönig) des Heiligen Römischen Reiches.

## Leben
Violante wurde als Tochter des aragonesischen Königs Jakob I. (1208–1276) und dessen zweiter Gemahlin Yolanda von Ungarn (1215/19–1251), der Tochter des ungarischen Königs Andreas II. und der Jolante von Courtenay, geboren.
Am 26. Dezember 1246 wurde sie in Valladolid im Alter von erst 10 Jahren mit dem späteren König Alfons X. von Kastilien und León (1221–1284) verheiratet. Aufgrund ihres jungen Alters blieb die Ehe für Jahre kinderlos und man befürchtete, dass die Königin unfruchtbar sei. Dass Alfons X. die Ehe angeblich annullieren lassen wollte, ist historisch jedoch nicht belegbar. Violante gebar ihrem Mann insgesamt zwölf Kinder.

## Nachkommen
1. Ferdinand, jung verstorben
2. Berengaria von Kastilien (1253–nach 1284). Sie war mit Louis, dem Sohn von König Ludwig IX. von Frankreich, verlobt, dieser starb jedoch 1260 und sie trat in das Kloster von Las Huelgas ein
3. Beatrix von Kastilien (1254–1280), ⚭ Wilhelm VII. von Montferrat
4. Ferdinand de la Cerda (1255–1275) ⚭ Blanche, Tochter von Ludwig IX. von Frankreich
5. Eleonore von Kastilien (1257–1275)
6. König Sancho IV. von Kastilien (1258–1295)
7. Konstanze von Kastilien (1258–1280), Nonne
8. Pedro von Kastilien (1260–1283)
9. Johann von Kastilien (1262–1319) ⚭ María Díaz de Haro († 1342)
10. Isabella, jung verstorben
11. Violante von Kastilien (1265–1296) ⚭ Diego López de Haro († 1310)
12. Jaime von Kastilien (1266–1284)